# Leodamant
Leodamant (grec antic: Λεωδάμας, llatí: Leodamas) fou un orador grec natural d'Acarnes del segle iv aC.
Va ser educat a l'escola d'Isòcrates d'Atenes. Èsquines diu que era superior a Demòstenes en els seus discursos, encara que el seu judici no és imparcial. Hi ha autors que el fan mestre d'Èsquines, però segurament és a partir de l'opinió que aquest tenia de Leodamant, segons comenten Plutarc i Foci.
Els seus discursos no s'han conservat, però se sap que en va fer un acusant Cal·lístrat d'Afidnes i un altre contra Càbries, i que es va defensar a si mateix de les acusacions que li havia fet Trasibul, segons Aristòtil. Devia tenir una certa activitat política, perquè Plutarc diu que va dirigir una ambaixada atenesa a Tebes.